# هیلاری یانسنس
هیلاری یانسنس (انگلیسی: Hillary Janssens؛ زادهٔ ۲۱ ژوئیهٔ ۱۹۹۴) قایقران روئینگ اهل کانادا است.
وی در مسابقات کشوری و بین‌المللی در مجموع برندهٔ ۲ مدال طلا، ۲ مدال نقره، ۳ مدال برنز شده‌است.